# Moi, Pierre Rivière, ayant égorgé ma mère, ma sœur et mon frère...
Pour plus de détails, voir Fiche technique et Distribution.
Moi, Pierre Rivière, ayant égorgé ma mère, ma sœur et mon frère... est un film français réalisé par René Allio, sorti en 1976.

## Synopsis
Le film se base sur un fait réel. Le 3 juin 1835, Pierre Rivière, un homme de vingt ans, égorge à coups de serpe sa mère, sa sœur et son petit frère dans un village normand. Il prend la fuite, se réfugie dans les bois et, en allant en ville, personne ne le reconnaît. Il est enfin appréhendé dans la campagne. À peine mis en cellule il entreprend de rédiger une véritable autobiographie dans laquelle il expose les raisons de son geste : guidé par Dieu, il voulait délivrer son père des peines que lui faisait subir son épouse. Il est condamné à mort puis gracié par le roi Louis-Philippe. Il se pend dans sa cellule en 1840.
René Allio s'est inspiré d'un ouvrage du philosophe Michel Foucault, publié en 1973, qui rassemblait les témoignages du jeune parricide. Dans le film, c'est Pierre Rivière qui raconte sa vie.
Le film est tourné dans l'Orne, à quelques kilomètres des lieux historiques du drame. À l’exception de quelques rares acteurs professionnels, il est interprété, y compris pour les rôles principaux, par des acteurs locaux non professionnels rencontrés par René Allio lors de son activité théâtrale. Une scène avait été tournée avec Foucault lui-même, mais elle fut coupée au montage,,.

## Fiche technique
- Titre : Moi, Pierre Rivière, ayant égorgé ma mère, ma sœur et mon frère......
- Réalisation : René Allio, assisté de Gérard Mordillat et Nicolas Philibert
- Scénario : René Allio, Pascal Bonitzer, Jean Jourdheuil, Serge Toubiana, d'après l'ouvrage collectif dirigé par Michel Foucault : Moi, Pierre Rivière, ayant égorgé ma mère, ma sœur et mon frère : un cas de parricide au XIXe siècle
- Décors : Françoise Darne, François Vantrou, Denis Fruchaud
- Costumes : Agnès de Brunhoff, Christine Laurent
- Photographie : Nurith Aviv
- Son : Pierre Gamet, Francis Bonfanti, Patrice Noïa
- Montage : Sylvie Blanc
- Production : René Féret
- Sociétés de production : Les Films de l'Arquebuse, Polsim Production, SFP Cinéma, INA
- Société de distribution : PlanFilm
- Pays de production :  France
- Langue : français
- Format : couleur (Eastmancolor) — 35 mm — son monophonique
- Genre : drame, biographique
- Durée : 125 min
- Date de sortie :
  - France : 27 octobre 1976

## Distribution
- Claude Hébert : Pierre Rivière
- Jacqueline Millière : la mère
- Joseph Leportier : le père
- Annick Géhan : Aimée
- Nicole Géhan : Victoire
- Emilie Lihou : la grand-mère paternelle
- Antoine Bourseiller : le juge Legrain
- Michel Amphoux : le greffier Lebouleux
- Jacques Debary : le docteur Bouchard
- Chilpéric de Boiscuillé : le procureur du roi à Vire
- Léon Jeangirard : le docteur Vastel
- Robert Decaen : le grand-père maternel
- Marthe Groussard : la grand-mère maternelle
- Michel Bisson : Monsieur Bisson (le grand-père paternel)
- Roger Harivel : l'oncle
- Jeanne Bouquerel : dame Hébert
- Pierre Borel : le batteur
- Anne-Marie Davy : la veuve Quesnel
- Gilbert Delacour : Lami Binet
- Norbert Delozier : Nativel
- Henri Gahery : Hébert
- Albert Husnot : le fermier
- Christian Jardin : Victor Marie
- Victor Lelièvre : Fortin
- Olivier Perrier : le menuisier
- Gilbert Peschet : Quevillon
- Yvonne Peschet : la cousine
- Bernard Peschet : Postel
- François Callu : Pierre Rivière, enfant
- Vincent Callu : Prosper Rivière
- Laurent Callu : Jean Rivière
- Myriam Callu : Victoire Rivière, 4 ans
- Christophe Millière : le juge Rivière
- Pierre Allio : Pierre Rivière, 4 ans
- Christophe Menou : Prosper Rivière, 5ans
- Pierre Léomy : le juge de paix
- Guy Mongodin : le greffier Langliney
- René Féret : le docteur Morin
- Jean-Bernard Caux : l'officier de santé
- Charles Lihou : le maire d'Aunay
- Maurice Lahaye : l'adjoint du maire d'Aunay
- Marc Eyraud : le curé Suriray
- Paul Savatier : le curé de Courvaudon
- Roland Amstutz : le brigadier de Langannerie
- Michel Dubois : le juge à Vire
- Yves Graffey : le juge Foucaud
- Michel Berto : maître Bertauld
- Roland Rappaport : le procureur général
- Gérard Guérin : le président de la cour
- Michel Philibert : le ministre de la justice

## Production
Le tournage a eu lieu en extérieurs à Athis-de-l'Orne, Flers et Tinchebray dans l'Orne.

## Postérité
Nicolas Philibert, assistant-réalisateur sur le film, lui a consacré en 2007 un documentaire, Retour en Normandie, en retrouvant les principaux protagonistes, des paysans normands.

## Sorties DVD / Blu-ray, VOD
- 24 octobre 2007 : Moi, Pierre Rivière, DVD, INA éditions.
- « Moi, Pierre Rivière, ayant égorgé ma mère, ma sœur et mon frère... », sur Tënk (consulté le 13 septembre 2021)